# 三峽原住民文化部落
三峽原住民文化部落是新北市為安置大漢溪行水區原住民三鶯部落問題，專為原住民所建設之場所。

## 背景
新北市三峽區大漢溪流域，三鶯橋下，在1980年代有一原住民部落，主要組成為阿美族。由於部落聚點恰位於大漢溪河床地，地勢較一旁的河堤為低，且由於是位於行水區內，因此對部落居民生命財產安全造成威脅，其間雖屢遭強制拆除，但部落居民也屢次重建，造成社會問題。1998年中華民國總統李登輝視察三鶯部落，提出須「先安置再拆除」的作法，後遂有三峽原住民文化部落的形成。

## 紀要
- 1998年：李登輝視察三鶯部落，提出「先安置再拆除」的作法。
- 2001年：行政院原住民委員會與臺北縣政府(現新北市政府)召開「原住民住宅改善座談會」。
- 2002年：規劃興建「三峽原住民文化部落」案。
- 2007年：三峽原住民文化部落完工。
- 2007年5月21日：夷將·拔路兒上任行政院原住民族委員會主任委員，任內要求臺北縣政府重新檢討河川線，不該讓溪洲部落遷移；但夷將·拔路兒擔任臺北縣政府原住民行政局局長任內，要求溪洲部落搬遷到三峽原住民文化部落[1]。

## 外部連結
- 三鶯橋下原住民柔性勸離至三峽原住民文化部落安置[永久]

1. ↑  林金池. . 中國時報. 2016-09-07  [2016-12-08]. （原始内容存档于2016-12-20）.